# Caelia Macrina
Caelia Macrina est une femme de la noblesse romaine ayant vécu à Terracine vers 150 après J.-C.
Affectée par le décès de son jeune fils Macer, Caelia Macrina décida de fonder une institution pouvant accueillir 200 jeunes orphelins. Elle remit ainsi un million de sesterces pour la fondation et commanda la construction d'un bâtiment permettant d'accueillir les jeunes à Terracina,. L'institution accueillait en permanence 100 garçons jusqu'à l'âge de 16 ans et 100 filles jusqu'à l'âge de 14 ans. 
Les subventions alimentaires à l'époque étaient soit privées soit gouvernementales. Généralement la subvention était plus importante pour les garçons que pour les filles, celles-ci étant mariées plus jeunes. Caelia Macrina suivit ce modèle.
Un monument situé à l'arrière du bâtiment a été érigé en sa mémoire et une inscription orne ce dernier :

« Caelia Macrins, fille de Gaius, par sa volonté, offrit 300 000 sesterces pour la construction de ce bâtiment. Elle laissa .... sesterces pour sa décoration et son entretien. Au peuple de Terracina, en mémoire de son fils Macer, elle offrit 1 000 000 de sesterces, de façon que le revenu de cette somme soit donné sous forme d'aide alimentaire à 100 garçons et à 100 filles : 5 denarii (20 sesterces) chaque mois pour chaque garçon jusqu'à l'âge de 16 ans et 4 denarii (16 sesterces) chaque mois pour chaque fille jusqu'à l'âge de 14 ans, de façon que 100 garçons et 100 filles puissent toujours recevoir la subvention successivement »

— Traduction du latin, Tarracina, IIe siècle
Parmi les quelque douze cents inscriptions attestant de mécènes sous l’Empire romain, dix-huit indiquent que les femmes ont reçu le titre honorifique de «patronne de la communauté» (patrona civitatis).

## Postérité

### Art contemporain
- Caelia Macrina figure parmi les 1 038 femmes référencées dans l'œuvre d’art contemporain The Dinner Party (1979) de Judy Chicago. Son nom y est associé à Marcelle[6],[7].